# Улица Силмачу (Рига)
Улица Си́лмачу (латыш. Silmaču iela) — улица в Риге, в Видземском предместье, в микрорайоне Браса. Начинается от улицы Этнас, проходит в северо-западном направлении и заканчивается выходом на территорию Большого кладбища. С другими улицами не пересекается.
Длина улицы — 54 метра. На всём протяжении замощена булыжником. Застроена многоквартирными домами, старейшие из которых сооружены в 1930-е годы. Общественный транспорт по улице не курсирует.
Название новоустроенной улице было присвоено в 1930 году. Переименований улицы не было.